# Wuryorejo
Wuryorejo is een bestuurslaag in het regentschap Wonogiri van de provincie Midden-Java, Indonesië. Wuryorejo telt 5006 inwoners (volkstelling 2010).